# Club 27

Graffiti din Tel Aviv care înfățișează mai mulți membri ai Clubului 27. De la stânga la dreapta: Brian Jones, Jimi Hendrix, Janis Joplin, Jim Morrison, Jean-Michel Basquiat, Kurt Cobain și Amy Winehouse.

Clubul 27 este constituit din cântăreți, actori și artiști celebri ce au decedat la vârsta de 27 de ani.
Termenul a luat ființă odată cu moartea mai multor muzicieni de 27 de ani (Brian Jones, Jimi Hendrix, Janis Joplin și Jim Morrison) între 1969 și 1971. Seria de evenimente tragice a devenit și rămâne un subiect permanent al culturii populare și al jurnalismului de tip tabloid. Fenomenul cultural atribuie o semnificație specială celor căzuți la 27 de ani, adesea ca urmare a dependenței de droguri și a consumului excesiv de alcool, sau a unor acțiuni precum sinuciderea și accidentul rutier.
Acestei idei i-au fost dedicate de-a lungul timpului mai multe expoziții, dar și romane, filme și piese de teatru. Fenomenul cultural a dat naștere, de asemenea, unui mit urban conform căruia decesele celebrităților sunt mai frecvente la 27 de ani, afirmație care a fost infirmată de cercetări statistice.

## Membri notabili
| Foto | Nume                 | Data morții        | Cauza morții                                                                   | Ocupație                                                            | Note                       |
| ---- | -------------------- | ------------------ | ------------------------------------------------------------------------------ | ------------------------------------------------------------------- | -------------------------- |
|      | Robert Johnson       | 16 august 1938     | Cauze necunoscute, moartea lui Johnson nu a fost anunțată public               | Muzician, cântăreț de blues                                         | [ 9 ] [ 10 ]               |
|      | Brian Jones          | 3 iulie 1969       | Înecat într-o piscină, împrejurările exacte ale morții nu au fost clarificate  | Membru fondator al Rolling Stones, chitarist și multi-instrumentist | [ 9 ] [ 11 ] [ 12 ] [ 13 ] |
|      | Alan Wilson          | 3 septembrie 1970  | Supradoză                                                                      | Cântăreț, fondatorul formației Canned Heat                          | [ 9 ]                      |
|      | Jimi Hendrix         | 18 septembrie 1970 | Supradoză de alcool și somnifere                                               | Chitarist rock, cântăreț și compozitor                              | [ 14 ]                     |
|      | Janis Joplin         | 4 octombrie 1970   | Supradoză de heroină                                                           | Solistă și compozitoare pentru mai multe trupe rock și blues        | [ 15 ] [ 16 ]              |
|      | Jim Morrison         | 3 iulie 1971       | Insuficiență cardiacă, circumstanțele exacte ale morții nu au fost clarificate | Cântăreț, trupa The Doors                                           | [ 17 ]                     |
|      | Dave Alexander       | 10 februarie 1975  | Edem pulmonar                                                                  | Muzician, membru fondator al formației The Stooges                  | [ 9 ]                      |
|      | Jean-Michel Basquiat | 12 august 1988     | Supradoză                                                                      | Pictor și artist în graffiti                                        | [ 18 ]                     |
|      | Kurt Cobain          | 5 aprilie 1994     | Sinucidere cu armă de foc                                                      | Cântăreț, formația grunge Nirvana                                   | [ 19 ]                     |
|      | Amy Winehouse        | 23 iulie 2011      | Intoxicație cu alcool                                                          | Cântăreață și compozitoare de muzică soul                           | [ 20 ]                     |
|      | Kim Jong-hyun        | 18 decembrie 2017  | Sinucidere                                                                     | Cântăreț K-pop                                                      | [ 21 ] [ 22 ]              |